# Ligyra gazophylax
Ligyra gazophylax är en tvåvingeart som först beskrevs av Friedrich Hermann Loew 1869.  Ligyra gazophylax ingår i släktet Ligyra och familjen svävflugor. Inga underarter finns listade i Catalogue of Life.